# محمود فوزي سبيع
محمود فوزي سبيع (مواليد 20 يونيو 1992) هو لاعب مصارعة يونانية رومانية وفنون القتال المختلطة مصري.